# Пречистое (бывшее село, Износковский район)
Пречистое (Морозово) — урочище, бывшее село, на территории Износковского района Калужской области, ранее центр Морозовской волости.

## География
Ближайший существующий населённый пункт — деревня Дороховая.
Стояло на правом берегу реки Крапивка.

## История
В XVI веке село являлось центром Морозовской волости.
Стоявшая в селе деревянная церковь во имя Успения Пресвятой Богородицы была построена в 1718 или 1716 году силами крестьян Морозовской волости.
В 1782 году упоминается как погост Пречистенский с деревянной церковью Успения Пресвятой Богородицы. В 1868 году — село духовного ведомства Пречистенское (Морозово), в нём православная церковь, 5 дворов и 35 жителей.
Кёппен относил Пречистое к числу «карельских» селений, жители которых были вывезены помещиками из пограничных с Тверской губернией мест Гжатского уезда в 60-х и 70-х годах XVIII века, несмотря на то, что в селе на тот момент жило лишь духовенство.
23 ноября 1886 года в село Пречистое епископом Владимиром был рукоположён отец Николай (Николай Дмитриевич Луганский), окончивший курс в Калужской духовной семинарии. В Пречистом отец прослужил почти 20 лет, отмечая, что приход села отличался нравственной распущенностью и склонностью к раскольничеству. В годы службы им было обращено из раскола в православие более 100 человек. Отец Николай изыскал средства на помещение для женской церковно-приходской школы, а также задумывался о новом храме, но успел построить только кирпичный завод для его сооружения. Похоронен 6 июня 1906 года в сослужении священников соседних сёл: Вешки, Капустники, Агафьино, Стройлово, Архангельское, Покров, Авчурино.
После реформы 1861 года Пречистое вошло в Дороховскую волость Медынского уезда. В 1914 году население села составляло 16 человек.
Храм в честь Успения Божией Матери был полностью разрушен
В 1941 году — деревня Пречистое.